# Paul Freedman
Paul Freedman   (Nova York, 15 de setembre de 1949) és un historiador nord-americà. És catedràtic Chester D Tripp d'història a la Universitat Yale i especialista en història social de l'Edat mitjana, particularment de la història de Catalunya. També ha fet estudis sobre la cuina medieval.
Freedman es llicencià en història a la Universitat de Califòrnia (1971) i es doctorà el 1978 a Berkeley. Una beca predoctoral li permeté treballar en arxius catalans i s'especialitzà en la història de la pagesia a l'Edat Mitjana; el llibre The Diocese of Vic: Tradition and Regeneration in Medieval Catalonia és la versió publicada de la seva tesi. Fou professor a la Universitat Vanderbilt (1979-1997) i després a Yale.
Va guanyar el premi Haskins Medal de la Medieval Academy of America pel seu llibre Images of the Medieval Peasant. Des de 1996 és membre corresponent de la Secció Històrico-Arqueològica de l'Institut d'Estudis Catalans i des de 2005 de la Reial Acadèmia de Bones Lletres de Barcelona.

## Publicacions
- The Diocese of Vic: Tradition and Regeneration in Medieval Catalonia, 1983.
- The Origins of Peasant Servitude in Medieval Catalonia, 1991.
- Images of the Medieval Peasant, 1999.
- Food: The History of Taste (ed.), 2007.
- Out of the East: Spices and the Medieval Imagination, 2008.
- Ten Restaurants That Changed America, 2016.
- Assaigs d'història de la pagesia catalana Barcelona, Edicions 62, 1988 [recull d'articles traduïts al català]

## Conferència
- (video) HIST 210: The Early Middle Ages, 284–1000 (Fall 2011), conferència als cursos oberts Open Yale Courses.